# ميخائيل كابلان (طبيب)
ميخائيل كابلان (بالإنجليزية: Michael Kaplan)‏ هو طبيب أمريكي، ولد في 3 يناير 1952 في ميامي في الولايات المتحدة.